# 賛成
| ウィキペディアには「賛成」という見出しの百科事典記事はありません（タイトルに「賛成」を含むページの一覧/「賛成」で始まるページの一覧）。 代わりにウィクショナリーのページ「賛成」が役に立つかもしれません。 |